# Kot (gmina Ig)
Kot – wieś w Słowenii, w gminie Ig. W 2018 roku liczyła 120 mieszkańców.